# Macropharyngodon ornatus
Macropharyngodon ornatus là một loài cá biển thuộc chi Macropharyngodon trong họ Cá bàng chài. Loài này được mô tả lần đầu tiên vào năm 1978.

## Từ nguyên
Từ định danh của loài cá này trong tiếng Latinh có nghĩa là "được trang trí", hàm ý đề cập đến các vệt sọc màu xanh lục trên cơ thể của chúng.

## Phạm vi phân bố và môi trường sống
M. ornatus có phạm vi phân bố tập trung ở Đông Ấn Độ Dương và Tây Thái Bình Dương. Từ mũi Nam Ấn Độ (và cả Lakshadweep), loài này được ghi nhận trải dài đến Sri Lanka và Maldives; từ quần đảo Mergui trên biển Andaman, phạm vi của loài trải dài đến các nhóm đảo ở phía nam của Indonesia, về phía nam đến bờ biển Tây Úc; những ghi nhận về sự xuất hiện của loài này tại Papua New Guinea cần được xem xét lại.
M. ornatus sống gần các rạn san hô trên nền đáy cát và đá vụn trong các đầm phá và vùng biển ngoài khơi ở độ sâu đến 30 m.

## Mô tả
M. ornatus có chiều dài cơ thể tối đa được ghi nhận là 13 cm. Cá đực và cá cái có chung một kiểu màu (cá đực thường có màu sắc sẫm hơn): đầu có màu đỏ da cam với nhiều vệt đốm màu xanh lục, chuyển dần sang màu nâu sẫm, hơi đen ở thân sau, với các đốm màu xanh lục xếp thành các hàng ở hai bên thân. Các vây có màu đỏ với các vệt đốm xanh tương tự và một đốm đen ở vây lưng trước.
Số gai ở vây lưng: 9; Số tia vây ở vây lưng: 11; Số gai ở vây hậu môn: 3; Số tia vây ở vây hậu môn: 11; Số gai ở vây bụng: 1; Số tia vây ở vây bụng: 5.

## Sinh thái
Thức ăn của M. ornatus là các loài thủy sinh không xương sống ở tầng đáy. Chúng thường hợp thành những nhóm nhỏ hoặc bơi theo cặp.